# Franz Xaver Zettler

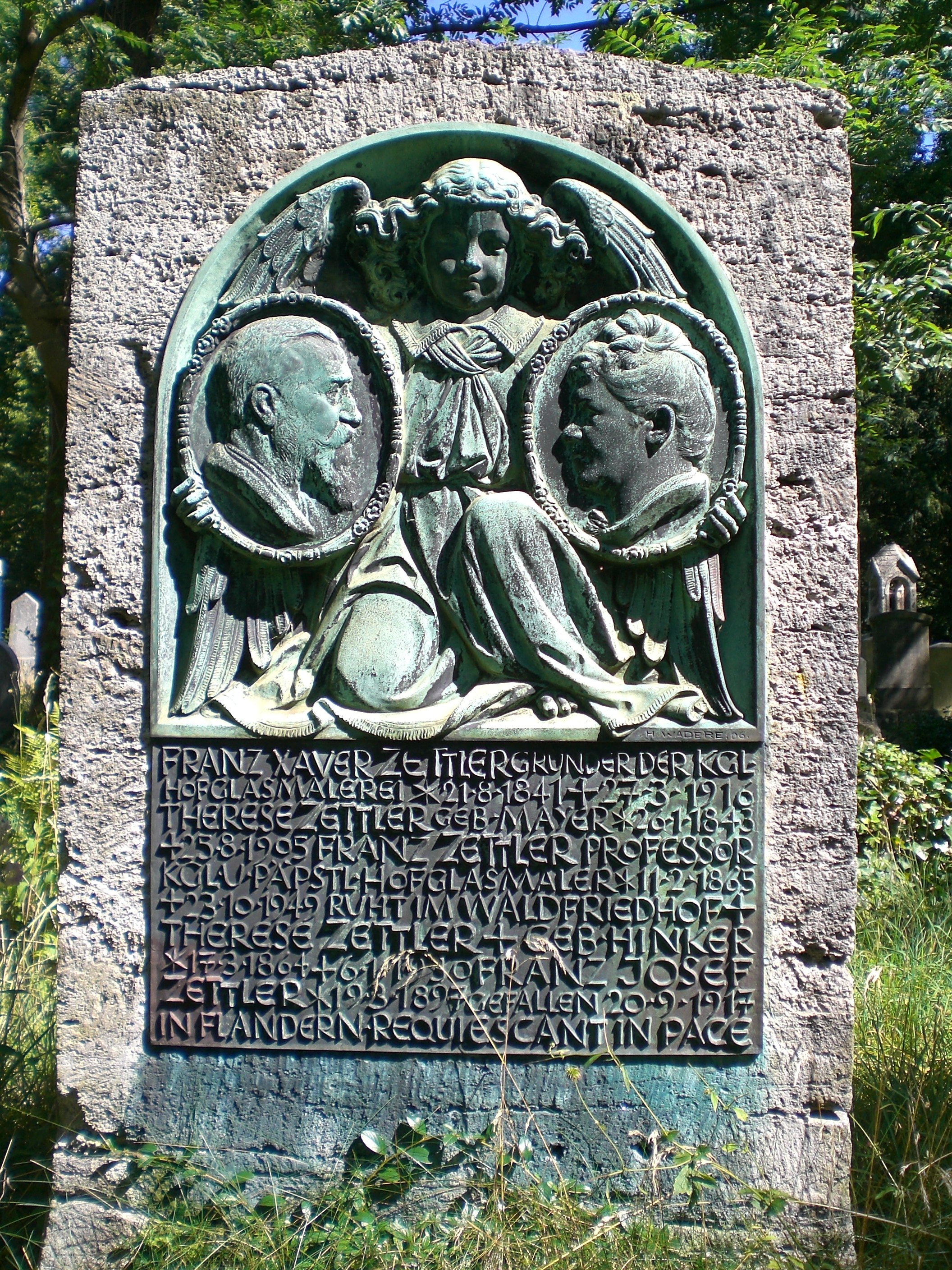
Franz Xaver Zettlers grav i München.

Franz Xaver Zettler, född den 21 augusti 1841 i München, död där den 27 mars 1916, var en tysk glasmålare.
Zettler ägnade sig först åt handel i Stuttgart och i hemstaden, men studerade därjämte konsthistoriska verk och anställdes därpå i Mayerska konstanstalten för kyrkliga arbeten. Zettler, som var måg till Mayer, övertog snart ledningen av den och expanderade så att den sysselsatte inemot 300 personer och fick en filial i London. Efter nedläggningen av kungliga glasmålerianstalten i München byggde han upp ett liknande företag, som nådde världsrykte. Zettler strävade efter att nå samma kvalitet som under glasmåleriets blomstringstid 1440–1540. Tillsammans med Enzler och Stockbauer utgav han Ausgewählte Kunstwerke aus dem Schatz der reichen Kapelle in der königlichen alten Residenz zu München. Zettler har utfört glasmålningar i Sankt Johanneskyrkan i Stockholm.

## Utmärkelser
- Bayerska Sankt Mikaels förtjänstorden
- Frans Josefsorden

[Redigera Wikidata]